# (32022) Sarahjenkins
2000 HH88 (asteroide 32022) é um asteroide da cintura principal. Possui uma excentricidade de 0.09154110 e uma inclinação de 6.52440º.
Este asteroide foi descoberto no dia 27 de abril de 2000 por LINEAR em Socorro.